# Lüssow (bei Stralsund)
Lüssow ist eine Gemeinde südwestlich von Stralsund im Landkreis Vorpommern-Rügen. Die Gemeinde wird vom Amt Niepars mit Sitz in der Gemeinde Niepars verwaltet.

## Geografie und Verkehr
Lüssow ist eine durch das Stadtgebiet Stralsund zweigeteilte Gemeinde mit Klein Kordshagen im Norden und Lüssow sowie Langendorf im Süden. Südwestlich der Gemeinde liegt in etwa zwei Kilometer Entfernung die Stadt Stralsund. Durch den Ortsteil Langendorf verläuft die B 105 und die Bahnstrecke Stralsund–Rostock. Lüssow selbst liegt an der B 194. Klein Kordshagen ist über eine untergeordnete Stichstraße mit den Straßennetz verbunden. Im südlichen Gemeindegebiet befinden sich zwei größere Seen, der Borgwallsee und der Pütter See.
Die Ortsteile der Gemeinde sind Klein Kordshagen, Langendorf und Lüssow.

## Geschichte
Lüssow wurde 1270 erstmals urkundlich erwähnt. 1302 wird es vom Rüganer Fürsten Wizlaw III. an die Stadt Stralsund verkauft und blieb in städtischen Besitz.

Die Gemeinde war bis 1952 Teil des Landkreises Franzburg-Barth und gehörte danach bis 1994 zum Kreis Stralsund im Bezirk Rostock.
Klein Kordshagen befand sich bis zur Reformation in klösterlichem Besitz.
Langendorf gehörte ab 1314 zu Stralsund. Gut Langendorf gehörte im 13. Jahrhundert den Familien von Rethen und von Jamel. 1279 erwarb Lowe Valke Teile des Gebiets und 1696 ist das Gut zwischen fünf Besitzern aufgeteilt, bis es an Stralsund fiel, welche es verpachtete.

## Wappen, Flagge, Dienstsiegel
Die Gemeinde verfügt über kein amtlich genehmigtes Hoheitszeichen, weder Wappen noch Flagge. Als Dienstsiegel wird das kleine Landessiegel mit dem Wappenbild des Landesteils Vorpommern geführt. Es zeigt einen aufgerichteten Greifen mit aufgeworfenem Schweif und der Umschrift „GEMEINDE LÜSSOW * LANDKREIS VORPOMMERN-RÜGEN“.

## Sehenswürdigkeiten
→ Siehe auch Liste der Baudenkmale in Lüssow (bei Stralsund)
- Pütter See und Borgwallsee